# 徐家坪站
徐家坪站是位于陕西省略阳县徐家坪镇的一个铁路车站，邮政编码724303。车站建于1956年，有宝成铁路经过该站，现办理货运业务，客运仅办理通勤列车6063/6064次通勤业务。车站及其上下行区间均已电气化。车站距离宝鸡站199公里，隶属西安铁路局，是四等站。